# 罗斯基勒主教座堂
罗斯基勒主教座堂（丹麥語：Roskilde Domkirke），位于丹麦东部西兰岛的罗斯基勒市，主教座堂建于12世纪到13世纪，是史上第一座用砖建造的羅曼式建築，並融合了哥特式和罗马式的建筑风格，在經過多次修建後則成為斯堪地那維亞首座哥德式大教堂，也是丹麥君主的官方陵寢教堂。
主教座堂的两座尖塔在城市的天际中十分显眼，每年吸引超過165,000名遊客到訪此地，1995年以來，罗斯基勒主教座堂因展現歐洲宗教建築的發展歷程，被联合国教科文组织列入世界文化遗产受到保護。

## 历史

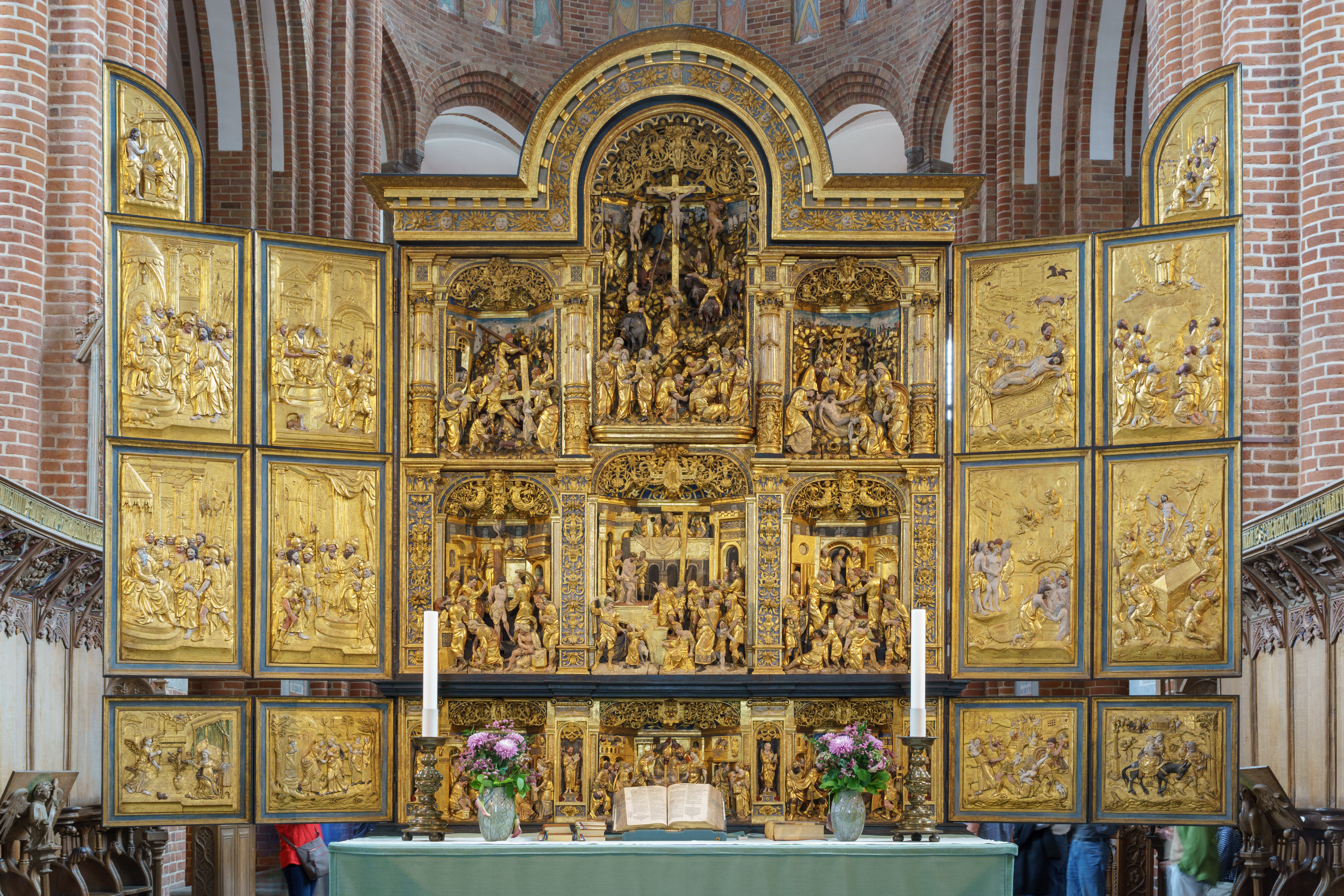
罗斯基勒主教座堂的祭坛

根据历史学家不来梅的亚当（Adam of Bremen）记载，最早的教堂是木质的，在这里的第一座教堂由国王蓝牙哈拉尔（Harold Bluetooth）所建，他死于985年左右，“被葬在罗斯基勒城，他自己为纪念圣三一所建的教堂内。”但哈拉尔所建的教堂的遗迹从来就没有找到过。
在11世纪，国王卡努特（King Kanute）的姐妹厄斯特里德（Estrid）用石造的教堂代替了木造的。1080年左右，斯文德·诺德曼德（Svend Nordmand）建造了一座新教堂。这座教堂有三个中殿，在西面有一座高塔。在北面有一个有三个侧室的建筑，是一个石造的修道院，牧师住在其中。就像在这个城市里的早期的教堂一样，教堂和修道院都是用石灰华造的，在罗斯基勒地区有很多石灰华供开采。
烧砖的技术在12世纪中叶被传入丹麦。最早的砖造大型教堂是索勒隐修院教堂（Sorø Abbey Church）和位于灵斯泰兹（Ringsted）的圣本特教堂（Saint Bendt's Church）。后来罗斯基勒主教座堂也被重建，主要建筑计划是这样的：两层高，在高坛后有走廊，在高坛的两侧有尖塔，和宽大有三个中殿的十字形翼部。主教座堂在13世纪完工，主体建筑大约在1280年完工。大约用去了3万块砖。

## 設施

### 皇家坟墓

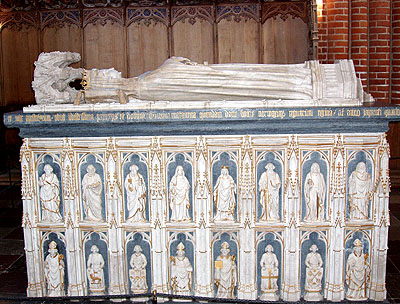
玛格丽特一世的石棺

罗斯基勒主教座堂是丹麦皇室死后埋葬的地方。在1536年宗教改革以后，所有死去的丹麦国王的坟墓都可以被找到。主教座堂中有一些重要的中世纪皇家坟墓。.
葬在罗斯基勒主教座堂中的丹麦王室成员有：
- 蓝牙哈拉尔 Harald I Bluetooth（据传但存疑）（986年左右）
- 斯万一世 Sweyn I Forkbeard（1014年）
- 斯万二世 Sweyn II Estridsen（1074年）
- 玛格丽特一世 Margaret I（1412年）

玛格丽特最初是葬在索勒隐修院教堂，后来在1413年被改葬到罗斯基勒主教座堂。在某个时期，可能在1650年代的丹瑞战争（Dano-Swedish Wars）中，她的石棺被损坏了。所有小的石像和建筑装饰都在18世纪晚期被移走了，女王的石像甚至被留在了漆黑的坟墓里。所有的装饰在1862年和1912年被复原。一些石像在主教座堂的博物馆展出。
- 克里斯多弗三世 Christopher III of Bavaria（1448年）及王后布蘭登堡的多蘿西（1495年）
- 玛克里斯蒂安一世 Christian I（1481年）
- 克里斯蒂安三世 Christian III（1559年）及王后薩克森-勞恩堡的多蘿西（1571年）
- 弗雷德里克二世 Frederick II（1588年）及王后梅克倫堡-什未林的索菲亞（1631年）
- 克里斯蒂安四世 Christian IV（1648年）及王后布蘭登堡的安妮·凱薩琳（1612年）
- 弗雷德里克三世 Frederick III（1670年）及王后布倫瑞克-呂尼堡的索菲·阿瑪莉埃（1685年）
- 克里斯蒂安五世 Christian V（1699年）及王后黑森-卡塞爾的夏洛特·阿瑪莉埃（1714年）
- 弗雷德里克四世 Frederick IV（1730年）及眾王后：梅克倫堡-居斯特羅的路易斯（1721年）和安娜·蘇菲·萊文特洛（1743年）
- 克里斯蒂安六世 Christian VI（1746年）及王后布蘭登堡-庫爾姆巴赫的索菲亞·瑪德蓮娜（1770年）
- 弗雷德里克五世 Frederick V（1766年）及眾王后：大不列顛的路易斯（1751年）和布倫斯威克-沃爾芬比特爾的朱莉安娜·瑪麗亞（1796年）
- 克里斯蒂安七世 Christian VII（1808年）
- 弗雷德里克六世 Frederick VI（1839年）及王后黑森-卡塞爾的瑪麗（1852年）
- 克里斯蒂安八世 Christian VIII（1848年）及王后什勒斯維希-霍爾斯坦的卡蘿琳·阿馬利亞（1881年）
- 弗雷德里克七世 Frederick VII（1863年）
- 克里斯蒂安九世 Christian IX（1906年）及王后黑森-卡塞爾的路易斯（1898年）
- 弗雷德里克八世 Frederick VIII（1912年）及王后瑞典-挪威的路易斯（1926年）
- 克里斯蒂安十世 Christian X（1947年）及王后梅克倫堡-什未林的亞歷山德里娜（1952年）
- 弗雷德里克九世 Frederick IX（1972年）及王后瑞典的英格麗德（2000年）

俄国皇后玛丽亚·费奥多萝芙娜（Maria Feodorovna）也曾葬于此处，直到2006年9月23日，其棺木在丹、俄双方达成协议将其遗体重新安葬于圣彼得堡后被运回俄国。

### 祭坛
现在的有三个侧室的祭坛是1560年左右造于安特卫普。以前侧室没有开放时，公众只能看到正面关于耶稣成年故事的浮雕。现在只有在重大节日庆典可以绕到后面去看关于复活节、耶稣受难和耶稣童年的浮雕。

## 登錄世界遺產
1995年，聯合國教科文組織提名罗斯基勒主教座堂为世界文化遗产，编号第695号，认为其满足以下兩个获选条件：
1. 罗斯基勒主教座堂是北歐最早使用磚造的教堂建築典範，使磚在後續於北歐地區的傳播產生了深遠的影響。（文化遗产标准二）；
2. 羅斯基勒主教座堂的設計形式是北歐教堂的傑出典範，執得注意的區域包含它在幾個世紀內作為丹麥王室的陵墓，在附屬小教堂和門廊也使用不同的建築風格。（文化遗产标准四）；

## 圖片

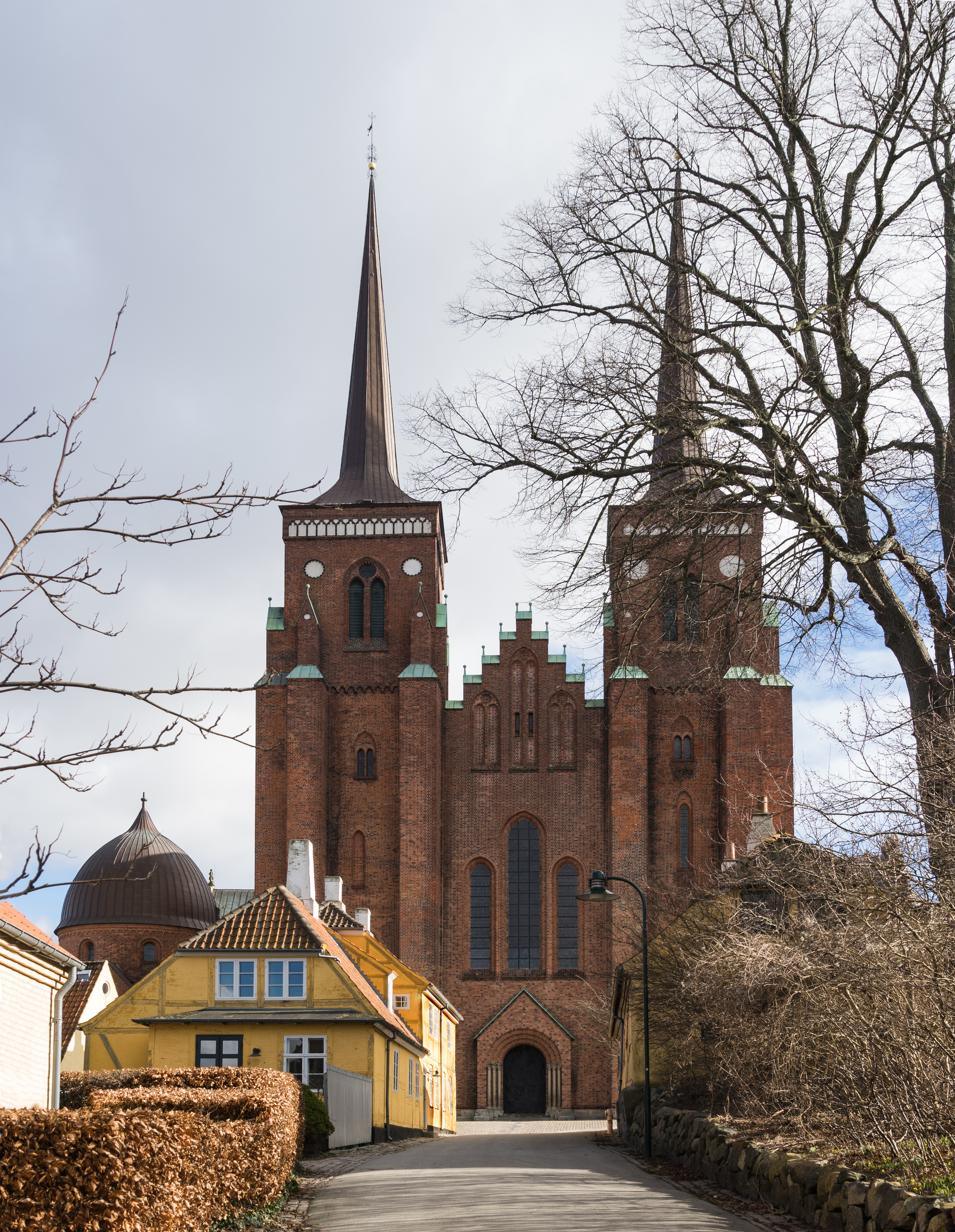
罗斯基勒主教座堂遠景
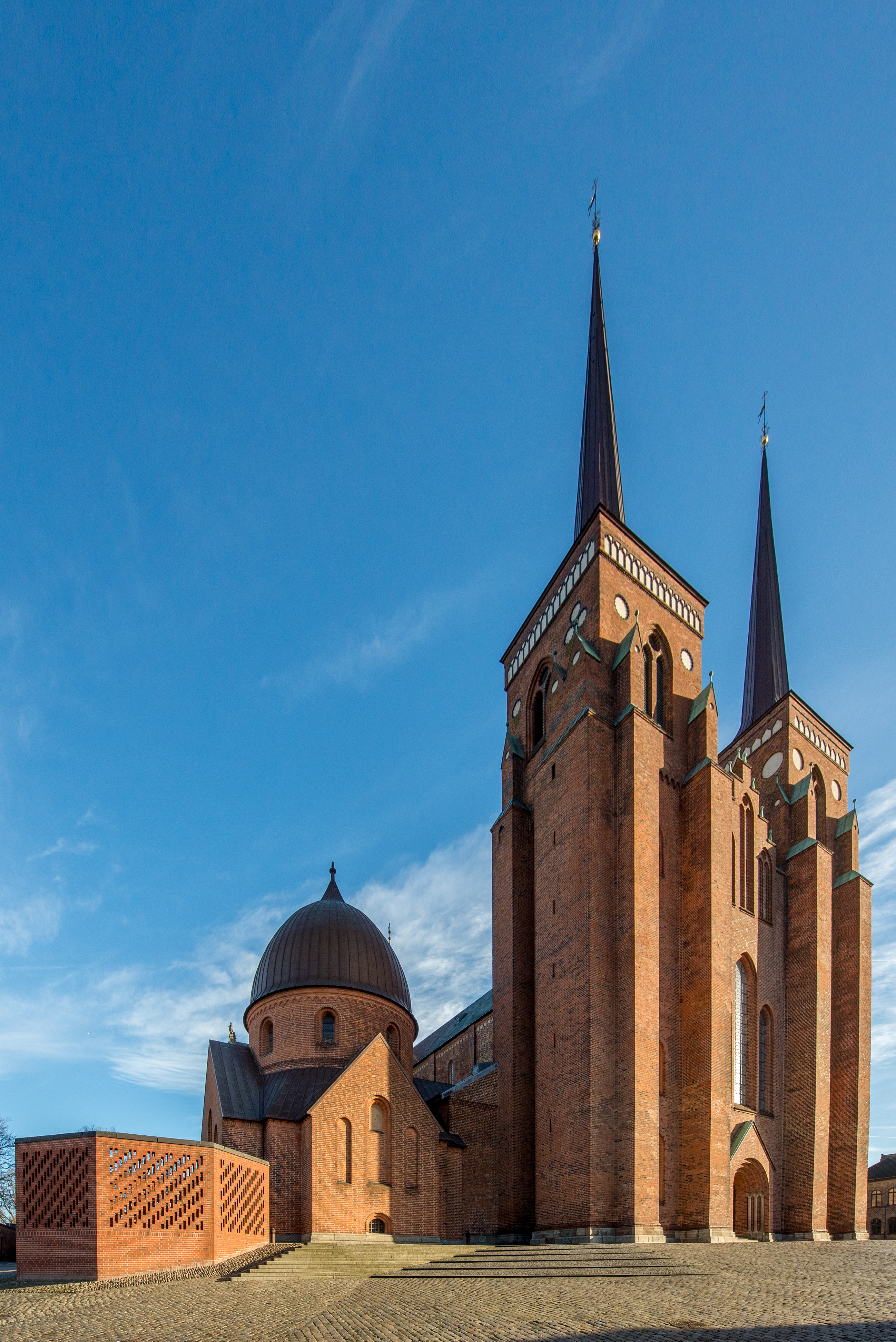
罗斯基勒主教座堂遠景
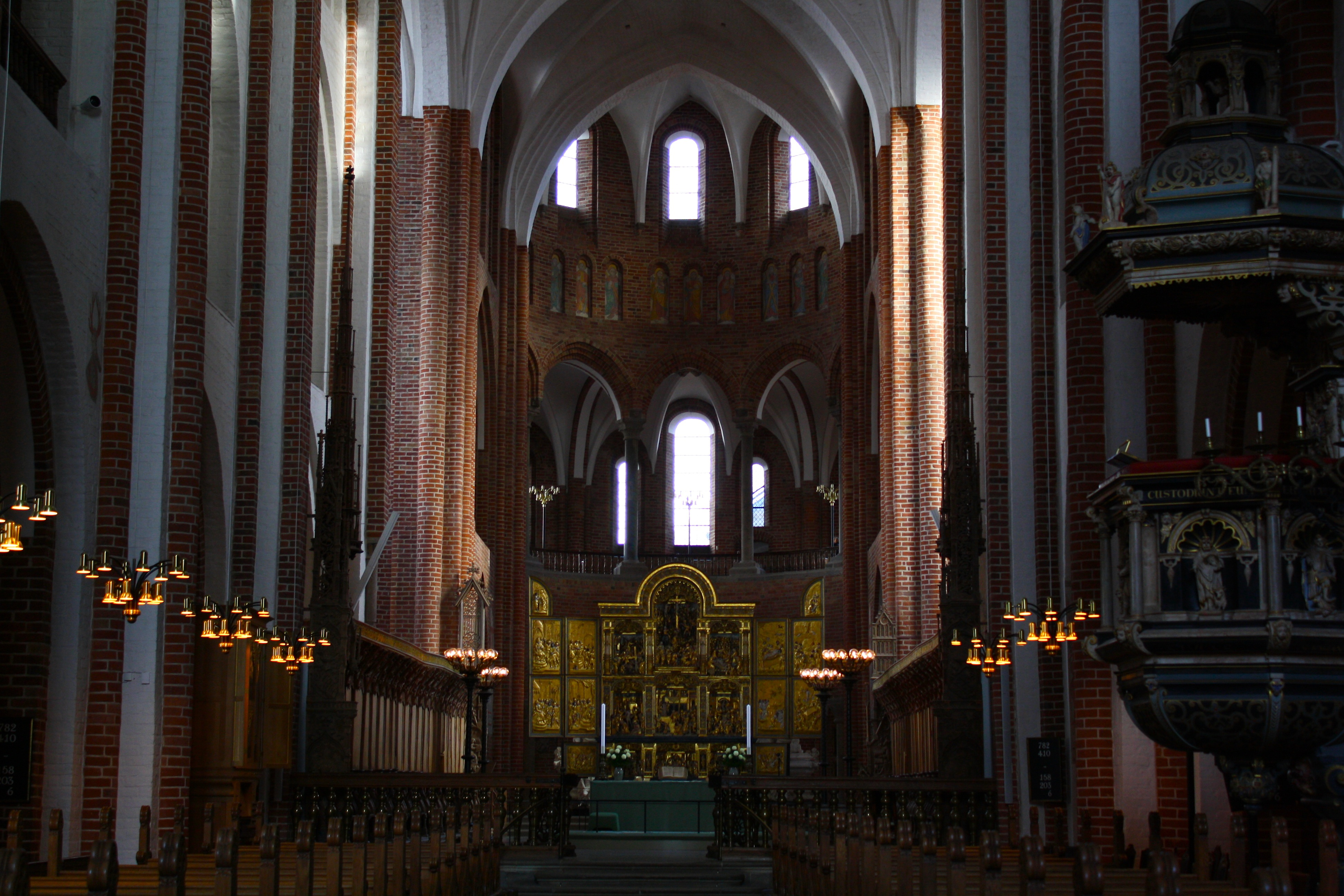
罗斯基勒主教座堂內部
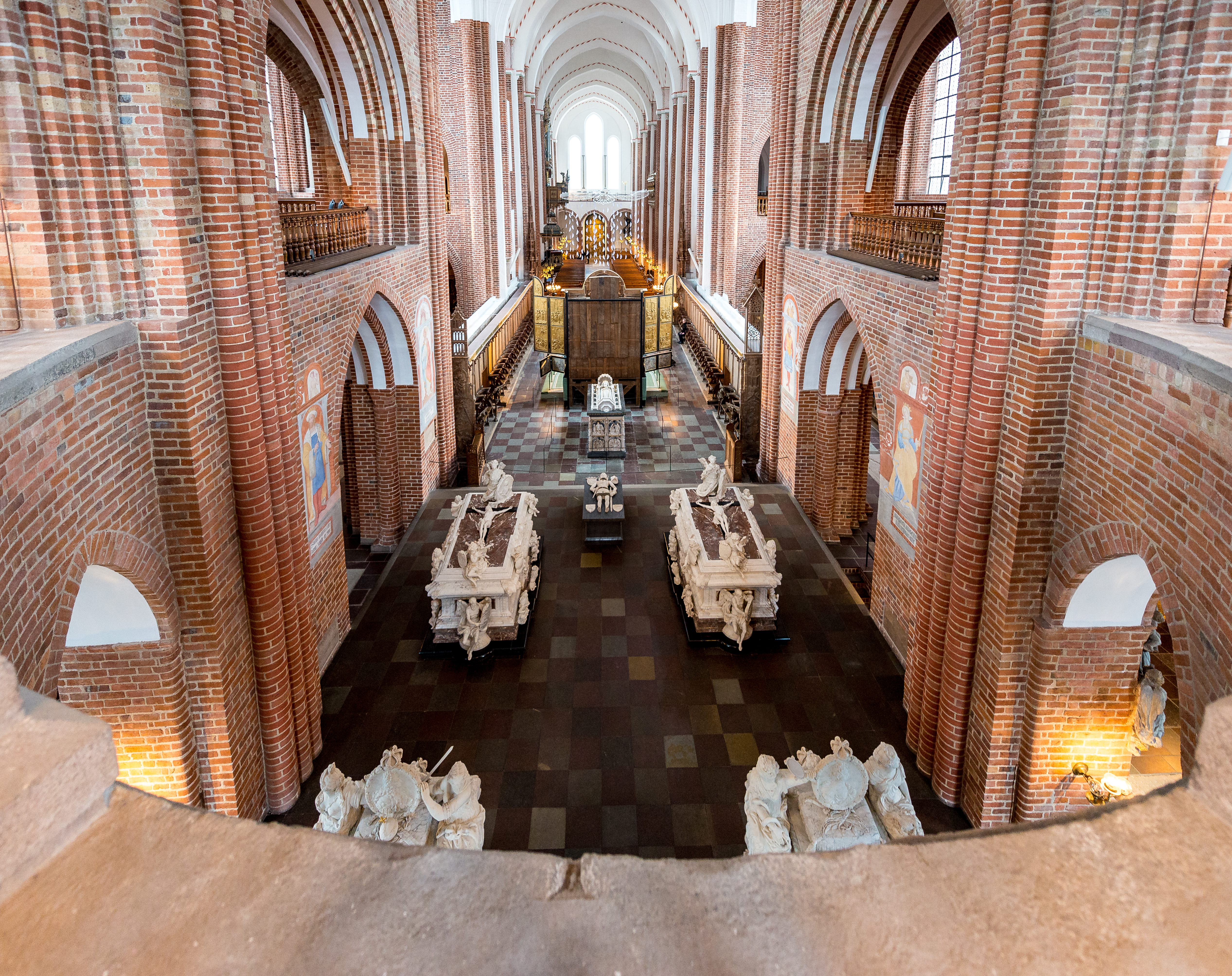
罗斯基勒主教座堂內部